# Bob Downes
Robert George "Bob" Downes (Plymouth, 22 juli 1937) is een Engelse multi-instrumentalist. Hij speelde avant-garde-jazz en jazzrock om later zich te beperken tot meditatieve en ambient muziek. Hij bespeelt meer dan twintig instrumenten, maar zijn belangrijkste instrumenten zijn de fluit en de saxofoon. Hij is verder componist, arrangeur en dichter.

## Biografie
Als muzikant is Downes autodidact. Toen hij 19 was begon hij saxofoon te spelen. Sinds 1968 concentreerde hij zich op de fluit: hij speelt nu naast Böhmfluiten ook Zuid-Amerikaanse, Chinese en Japanse bamboefluiten, waaronder de shakuhachi.
In het begin van de jaren zestig begon hij zijn muzikale loopbaan bij John Barry 7. In de erna was hij actief in de popmuziek. Hij speelde en nam op met onder meer de popzanger Chris Andrews en Manfred Mann's Earth Band en werkte in de jazz- en jazzrock samen met onder meer Mike Westbrook, Ray Russell en Keith Tippett. Ook was hij enige tijd actief in het nachtclubcircuit. In 1969 kreeg hij de kans zijn eigen weg in te slaan, dankzij een commissie van het dansgezelschap Ballet Rambert. Het resulteerde mede in zijn eerste album voor Philips Records. Hij richtte 'Open Music' op, een paraplunaam voor verschillende projecten: een akoestisch trio waarmee hij free jazz ging spelen (Open Music Trio) en een grotere groep waarmee hij in verschillende formaties en bezettingen actief zou zijn. Musici die bij Downes speelden waren onder meer Barry Guy, Barre Philips en Denis Smith.
In de eerste helft van de jaren zeventig nam hij verschillende albums op, aanvankelijk voor Philips en zijn sublabel Vertigo Records en vanaf 1971 voor zijn eigen platenlabel Openium Records. Het materiaal was gevarieerd en in die tijd waarin de jazzrock in opmars was ook vernieuwend. Zijn eerste plaat 'Open Music' bevatte een meer klassieke compositie en jazz- en jazzrockmuziek. Het materiaal op het album 'Electric City' varieerde van een ballad tot stevige freejazz en harde jazzrock. Dergelijke platen brachten hem veel herkenning in Engeland, waar hij in de polls van Melody Maker enige jaren werd uitgeroepen tot de beste Britse jazzfluitist. In de jaren zeventig trad hij als fluitist vooral op in soloconcerten. Ook richtte hij de groepen Alternative Medicine Quintet (in 1978) en Flute Orchestra (in 1984)op. In de jaren tachtig trad hij vaak op poëzie-festivals, onder andere in Amsterdam en Rotterdam.
Eind jaren zeventig vestigde hij zich in Duitsland en verschoof zijn muzikale interesse naar meditatieve muziek. Op dat gebied heeft hij verschillende albums gemaakt. De laatste jaren is hij met verschillende bezettingen actief in Zuid-Duitsland.
Als componist schreef hij muziek voor verschillende theater- en moderne dansgezelschappen, (waaronder The Royal Ballet, The London Contemporary Dance Theatre en de Komische Oper Berlin) en bijvoorbeeld de Zwitserse mime-groep Mummenschanz. Hij heeft deze muziek ook wel 'live' bij voorstellingen uitgevoerd.

## Discografie
- Open Music, Philips, 1969
- Deep Down Heavy, Music For Pleasure, 1970
- New Sounds For Flute, Percussion and Synthesizer, Theme Music, 1970
- Electric City (Open Music, met o.m. Chris Spedding en Kenny Wheeler), Vertigo Records, 1970
- Diversions, (Open Music Trio), Openium Records, 1971
- 5 Trios (Open Music trio), Openium Records, 1972
- Episodes at 4. A.M. (Open Music), Openium Records, 1974
- Hells Angels, Openium Records, 1975
- South American Journey, Openium, 1985
- Dreams of Nature, 1993
- Songs for Mother Earth, 1997
- Crossing Borders (Open Music, opnames 1974), Reel Recordings, 2008
- Flashback (Open Music Trio, opnames 1973), Openium, 2009
- New York Suite (Open Music, opnames 1979), 2011